# Dream trance
El dream trance, dream dance o dream house es un subgénero de la música trance que alcanzó su punto máximo de forma destacada en la escena dance internacional entre 1995 y 1998.
Se caracteriza por llevar tonadas suaves, profundas y pegadizas que generalmente se tocan con un instrumento acústico (piano, saxofón, violín, etc.) que son masterizadas sobre una estructura electrónica. Las melodías son consideradas "de ensueño", es decir, que tiende a llevar al oyente a un estado de relajación y descanso, de ahí el nombre. 
Su mayor exponente es el DJ italiano Roberto Concina, conocido como Robert Miles, con su éxito "Children" de su álbum Dreamland (1996).
La estructura musical es similar a la del Eurodance y dance pop en lugar del que caracteriza al trance. Sin embargo, el enfoque de la música es principalmente la melodía más que el ritmo con lo que resulta una melodía trance de progresión constante, con base rítmica house.

## Historia

### Orígenes
El crecimiento de la cultura rave entre los jóvenes, y la consiguiente popularidad de las salidas nocturnas, habían creado una tendencia en aumento de muertes por accidentes automovilísticos durante la noche. A mediados de 1995, dos muertes por este fenómeno, dieron nombre en Italia al llamado ("sacrificio del sábado noche"), siendo estimados en alrededor de 2000 muertes desde el inicio de la década de los 1990s. "Children" de Robert Miles es una de las pistas pioneras del género y fue creada a raíz de estos dos accidentes. La intención de DJs como Robert Miles era crear música relajante para concluir la fiesta nocturna, como un medio para contrarrestar las pistas de ritmo rápido de las discotecas de donde salían. Se dio a conocer con la aprobación de las autoridades y los padres de las víctimas de accidentes de automóviles.

### Desarrollo
En 1996 hubo gran diversidad de proyectos creados por las casas discográficas al advertir la gran aceptación del estilo, destacando a B.B.E. con "7 days & one week", 
Cyberdream con "Imperio" y "Atlantis" o el mismo Robert Miles con "Fable" y "One and one". 
Simultáneamente en 1996, también nacía el Pizzicato Trance caracterizado por incursionar el sonido Pizzicato en el Progressive Trance (estilo iniciado con el tema "Insomnia" de Faithless). Popularizandose éste en 1997, llegando a fusionarse con el sonido de corte Dream. Algunos proyectos como Zhi-Vago, combinaban ambos sonidos (el piano y acordes del Dream, así como el pizzicato).
Para 1997 el género se fusiona con el house progresivo y el Balearic beat dando paso al Trance progresivo y al Balearic trance respectívamente. Pistas que aún conservan la línea dream son "L'Ultimo Dei Mohicani" de Arkimed y algunas producciones de sellos discográficos.

### Declive
Para 1998 sólo se publican unas pocas pistas del género en los primeros meses del año como "14 Hours To Save The Earth" de Tomski. A partir de ese momento el estilo desaparece drásticamente del panorama dance.
No se ha publicado ninguna pieza de este género desde 1998, pero su huella aún es presente en las modalidades más melódicas de los géneros Trance progresivo y Vocal trance.
Algunos recopilatorios posteriores incluyen el término dreamtrance para designar temas de corte melódico pero no son del género dream trance sino progressive o vocal.

## Estructura
El dream trance utiliza ritmos de baile parecidos a los de Eurodance y Dance pop mezclados con modelos de bajos 4/4 con un sonido repetitivo. La música se basa fundamentalmente en la melodía más que en el beat, dando lugar a una melodía parecida a la del House. La estructura del ritmo es muy sencilla, pero, como se ha dicho antes, toda la importancia recae sobre las cadenas instrumentales que conforman las canciones. Por lo tanto, el estilo es muy similar al trance en su consistencia general, con la única diferencia de ser una progresión constante.

## Temas destacados de dream trance
- "Apotheosis" de Two Milord
- "Atlantis", "Cyberdream" de Imperio
- "Activity" de Pianorama
- "Memories" de Nitribit
- "Circle" de Asix
- "Children", "Fable", "One and One" de Robert Miles
- "Celebrate the Love", "Dreamer", de Zhi-Vago
- "Drop By Drop" de Ekzotic Garden
- "Feel My Love", de Zymotix
- "Flight" de Cosmic Control
- "Eyes of The Night (Dream Future Mix)" de TRIP & J.B.
- "Grand Piano" de DJ Data
- "Join me" de Anastasia
- "I Love" de Gianni Parrini
- "In Africa" de Piano Negro
- "Infinity Dream" de DJ Strauss
- "NCIS Theme" de Numeriklab
- "On The Road (From "Rain Man")" de Eta Beta J. (original de Hans Zimmer)
- "X-Files", "Mission Impossible", "Metropolis" de DJ Dado
- "Moon's Waterfalls" de Roland Brant
- "Seven Days and One Week" de B.B.E.
- "Sky Plus" de Nylon Moon
- "Twin Peaks Theme" de Agent Vyper
- "Pyramid" de W.P Alex Remark (Giancarlo Loi)
- "Flowers" de Bandheras
- "Let's Try Again" de Computer Lover feat. Luciana
- "Dream Skies" de Mark Chrystal
- "Zaregoto No Zatsuon" de Hatsune Miku